# Erlass (Steuerrecht)
Der Erlass im Steuerrecht bewirkt gem. § 47 AO das Erlöschen von Ansprüchen aus dem Steuerschuldverhältnis.

## Erlass aus Billigkeitsgründen in der Abgabenordnung
Die Finanzbehörden können auf Antrag des Steuerschuldners Ansprüche aus dem Steuerschuldverhältnis ganz oder zum Teil erlassen, wenn deren Einziehung nach Lage des einzelnen Falls unbillig wäre; unter den gleichen Voraussetzungen können bereits entrichtete Beträge erstattet oder angerechnet werden (§ 227 AO). 
Dabei handelt es sich um eine Ermessensentscheidung der Behörde, die über den Antrag des Steuerschuldners durch Verwaltungsakt entscheidet. Rechtsmittel gegen die ablehnende Entscheidung ist der Einspruch. Die gerichtliche Überprüfung beschränkt sich auf den fehlerfreien Ermessensgebrauch (§ 102 FGO).
Beim Erlass von Steuern, die von den Landesfinanzbehörden im Auftrag des Bundes verwaltet werden (Art. 108 Abs. 2 und 3 GG), wirkt das Bundesministerium der Finanzen mit.

### Allgemeines
Es wird zwischen dem Erlass im Festsetzungsverfahren (abweichende Steuerfestsetzung aus Billigkeitsgründen, § 163 AO) und dem Erlass im Erhebungsverfahren (§ 227 AO) unterschieden. Während bei der abweichenden Festsetzung aus Billigkeitsgründen nur Steuern erlassen werden können, ist nach ergangener Steuerfestsetzung auch ein Erlass von steuerlichen Nebenleistungen wie Zinsen oder Säumniszuschlägen möglich.
In beiden Fällen muss der Steuerschuldner in einem Antrag jene Erlassgründe vorbringen, die entweder in seiner Person oder in der Sache an sich begründet sind.

### Persönliche und sachliche Erlassgründe
Es besteht Einigkeit darüber, dass die Billigkeit dem Ziel verpflichtet ist, eine die Grundidee der Steuergerechtigkeit missachtende Behandlung des Einzelfalles abzuwehren. Es ist eine Gesamtbetrachtung aller für das Ergebnis im konkreten Fall maßgeblichen steuergesetzlichen Vorschriften, der allgemeinen Rechtsgrundsätze sowie der einschlägigen verfassungsrechtlichen Wertungen vorzunehmen.
Als persönlicher Erlassgrund kommt grundsätzlich die wirtschaftliche Situation des Antragstellers in Betracht. Der Schuldner muss erlassbedürftig sein, sodass die Zahlung der rückständigen Steuern und Nebenleistungen seine wirtschaftliche Existenz bedrohen oder vernichten würde und nicht zu erwarten ist, dass sich diese Situation etwa infolge eines Vermögenszuwachses in absehbarer Zeit ändert. Daneben muss der Schuldner erlasswürdig sein; er darf die Notlage nicht selber herbeigeführt oder in der Vergangenheit gegen die Interessen der Allgemeinheit verstoßen haben.
Sachliche Erlassgründe haben ihre Ursache in den steuergesetzlichen Regelungen. Im Einzelfall kann es sein, dass eine Steuer nach dem Gesetzeswortlaut zu zahlen ist, dies aber mit dem Sinn und Zweck des Gesetzes nicht mehr vereinbar ist. Das kann beispielsweise der Fall sein, wenn das Zusammenwirken verschiedener Regelungen zu einer hohen Steuerschuld führt, obgleich dem kein Zuwachs an Leistungsfähigkeit zugrunde liegt oder der Grundsatz von Treu und Glauben bei der Steuerfestsetzung nicht beachtet wurde.

### Prüfung der Erlassvoraussetzungen
Es müssen die Einkommens- und Vermögensverhältnisse vom Schuldner dargestellt werden. Bei Ehegatten, die in Haushaltsgemeinschaft zusammenleben, wird auf die Einkommens- und Vermögensverhältnisse beider Ehegatten abgestellt.

## Weitere Erlassvorschriften
Neben der Abgabenordnung sehen einzelne Steuergesetze einen Erlass unter besonderen Voraussetzungen vor, beispielsweise § 34c Abs. 5 EStG (nach Ermessen) oder § 32, § 33 GrStG (zwingend).